# Groene boogbladroller
De groene boogbladroller (Acleris literana) is een vlinder uit de familie van de bladrollers (Tortricidae). De wetenschappelijke naam is gepubliceerd in 1758 door Linnaeus in de tiende editie van Systema naturae. 

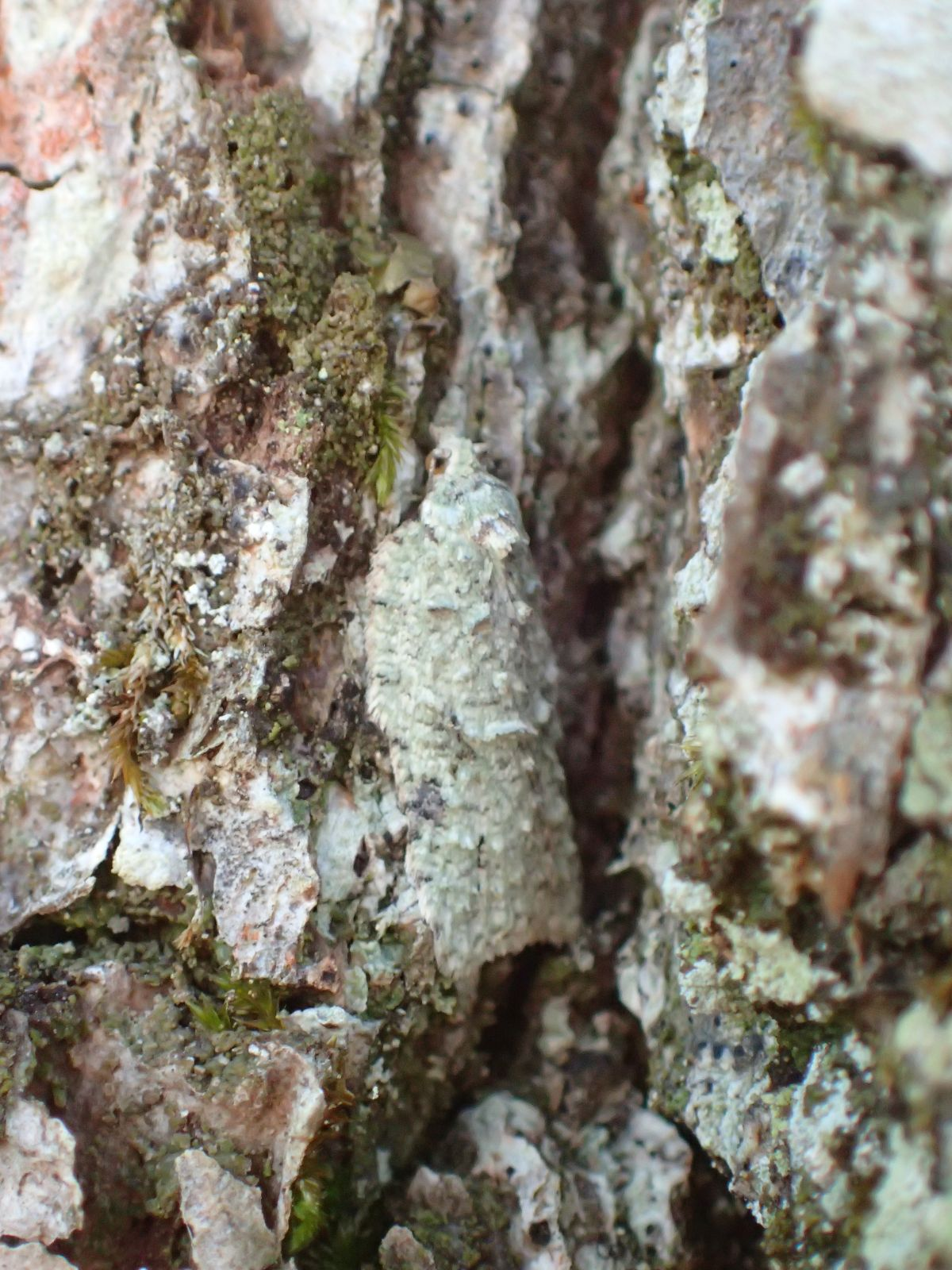
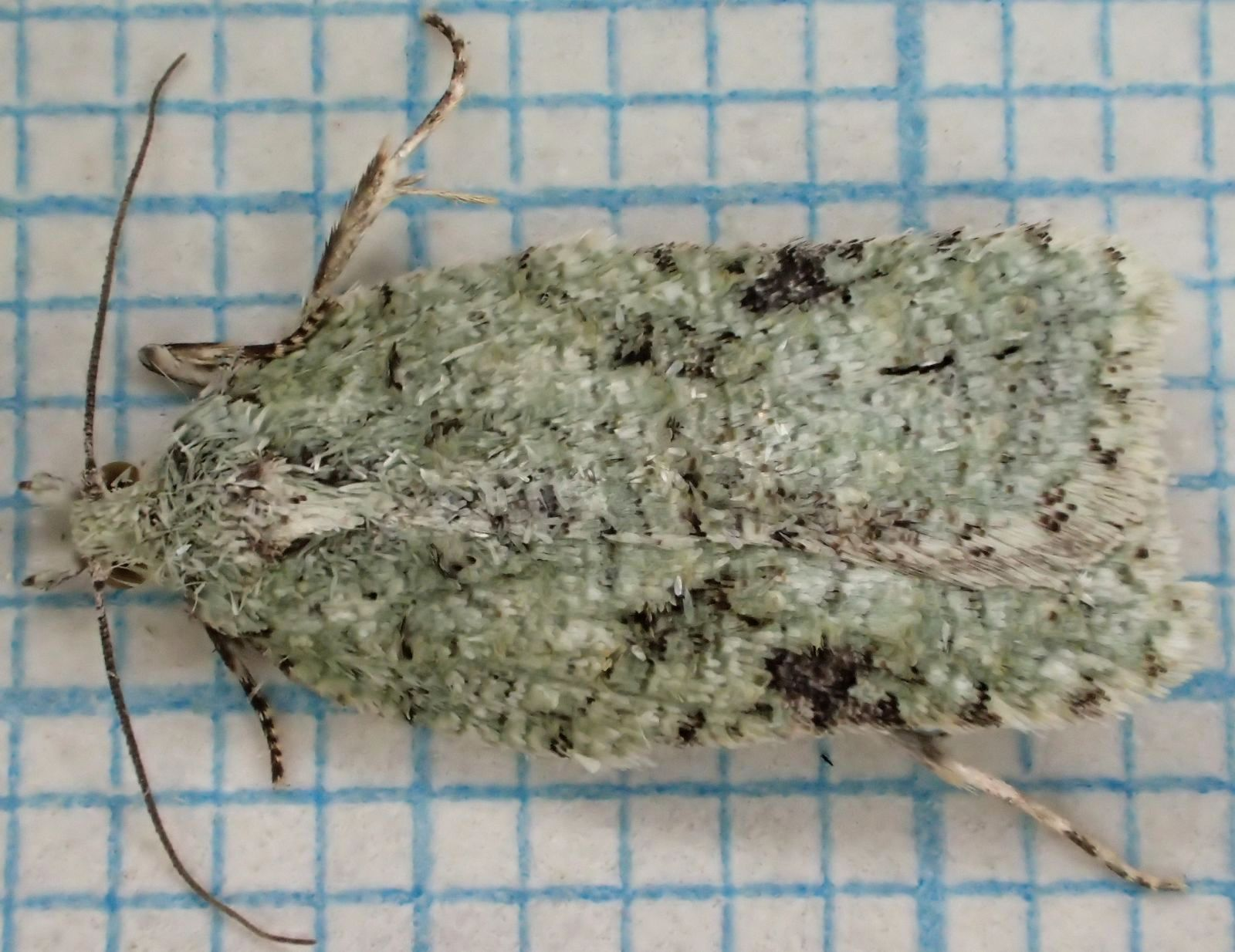

De soort komt voor in Europa. 